# Église Saint-Valery de Nibas
Pour les articles homonymes, voir Église Saint-Valery.
L'église Saint-Valery de Nibas  est une église catholique située sur le territoire de la commune de Nibas, dans le département français de la Somme, non loin de la baie de Somme.

## Historique
La construction de l'église de Nibas remonte au XVIe siècle. Elle fut partiellement reconstruite au XVIIIe siècle.

## Caractéristiques
L’église Saint-Valéry de Nibas est construite en style composite. Le chœur construit en pierre au XVIe siècle est la partie la plus ancienne de l'édifice. Le clocher a été construit en brique au XVIIIe siècle (1748) ainsi que la nef.
L’intérieur conserve plusieurs éléments protégés en tant que monuments historiques, au titre d'objet :
- fragments de verrières du XVIe siècle ;
- statue de sainte Barbe du XVIe siècle, en pierre polychrome ;
- tabernacle du maître-autel de style Louis XVI, en bois peint, (XVIIIe siècle) ;
- aigle-lutrin en bois du XVIIIe siècle ;
- garniture d'autel (croix et six chandeliers) des XVIIIe – XIXe siècles ;
- du XIXe siècle, statues de sainte Catherine, saint Nicolas, saint Valéry, saint Pierre, saint Roch, en bois polychrome et deux lustres.